# Bump mapping

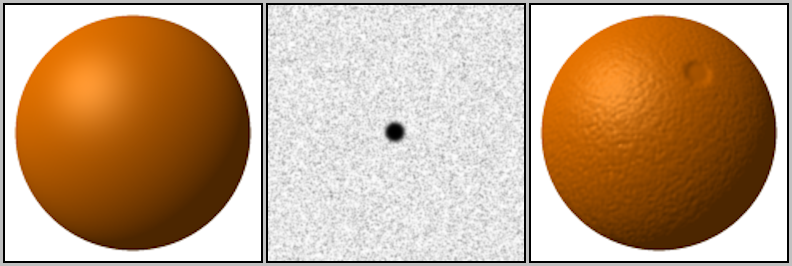
Immagine prima del trattamento; Immagine del Bump mapping da applicare; Immagine ricavata con il Bump mapping

Il Bump Mapping è una tecnica di rendering dei materiali che aumenta la complessità degli oggetti realizzati senza effettivamente aumentare il numero di poligoni che compongono l'oggetto di partenza. 
Alla texture che ricopre l'oggetto viene "sovrapposta" una seconda texture (spesso in bianco e nero) che il motore di rendering utilizza per simulare asperità, solchi, sporgenze e così via. Tali dettagli non fanno parte della geometria dell'oggetto ma vengono aggiunti solo in fase di rendering, spesso basandosi sui valori di luminanza della texture in bianco e nero usata per generare l'effetto. A valori più alti (più "bianchi") corrisponde una sporgenza maggiore, così come le zone scure provocheranno una depressione. La differenza massima dal piano (che viene indicato da una gradazione al 50% di grigio) viene fissata con un parametro, e comunque non può essere molta rispetto alle dimensioni dell'oggetto per non causare distorsioni.
A causa della sua capacità di aumentare il dettaglio degli oggetti, senza aumentare il numero di poligoni da renderizzare, il bump mapping viene ampiamente utilizzato nelle applicazioni dove è necessario renderizzare in tempo reale scene complesse e dettagliate (quindi soprattutto i videogiochi).

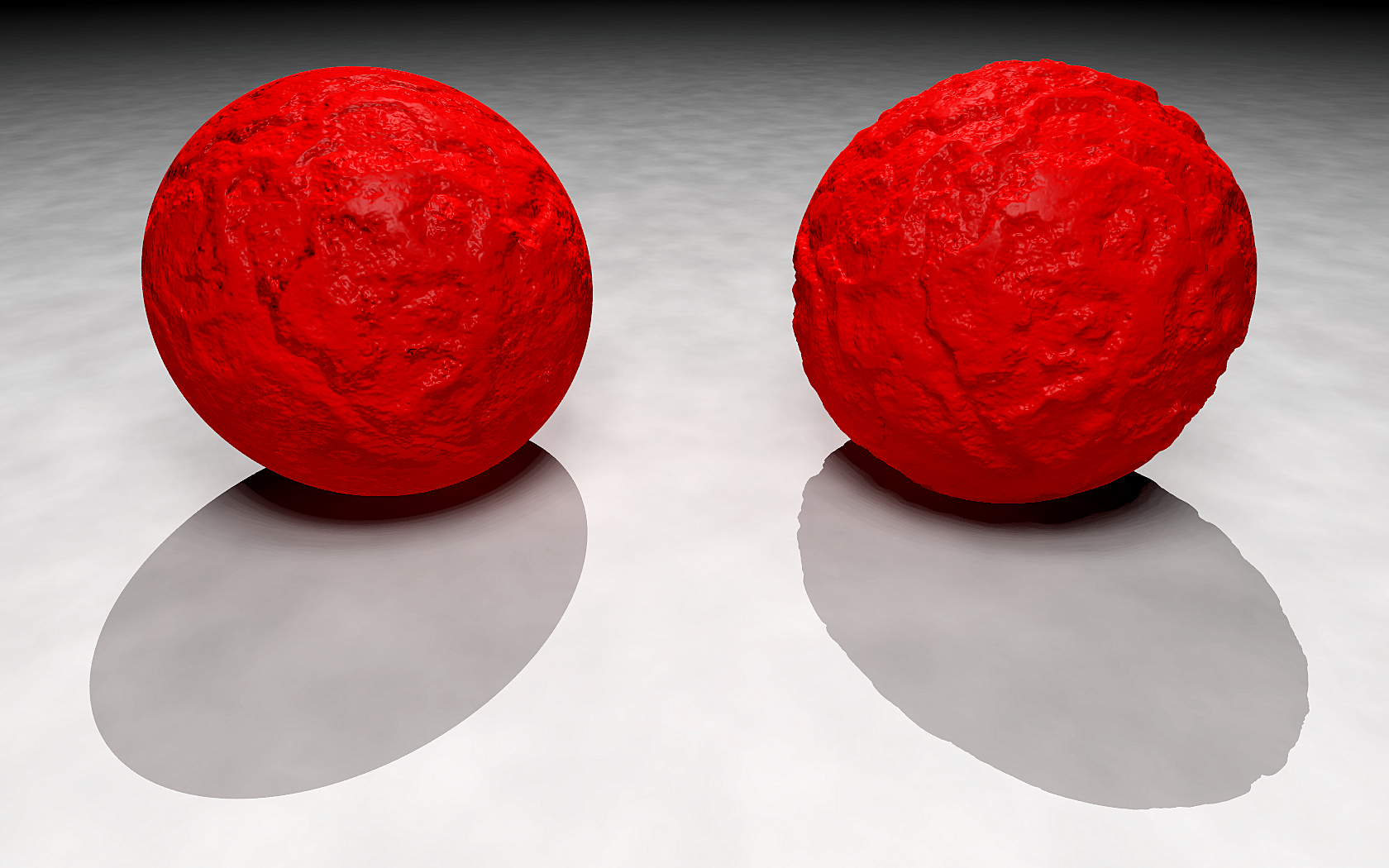
Modifica di Bump mapping; Isosuperficie

Il semplice Bump Mapping, utilizzato fino ad oggi, è stato ulteriormente migliorato grazie alla potenza sempre maggiore degli acceleratori grafici moderni, un esempio è il normal mapping, che per generare l'effetto utilizza le normali (una normale ad un piano è la retta perpendicolare ad esso) alla superficie su cui l'effetto deve essere applicato. È una tecnica molto più precisa e realistica e i nuovi processori grafici la supportano appieno.